# Репетур, Берл
Берл Репетур (ивр. ברל רפטור‎, также встречается вариант Раптор; 1902 год, Ружин, Сквирский уезд, Киевская губерния, Российская империя — 23 марта 1989, Израиль) — сионистский активист, израильский политик, один из подписавших декларацию независимости Израиля.

## Биография
Берл Репетур родился в 1902 году в городке Ружине в Российской империи (ныне Житомирская область, Украина), в семье Шимона Репетура (купца, потомка Ружинского Ребе) и Шейндл Бараш, дочери Исаака Бараша. Учился в хедере. Рано примкнул к сионистскому движению в России, участвовал в отрядах еврейской самообороны в период погромов на Украине.
В 1920 году переехал в Палестину, где вступил в движение «Ахдут ха-Авода». С 1922 по 1927 год участвовал в деятельности трудовых отрядов, работал в Хайфском порту и в каменоломне. В 1927 году вошёл в состав комиссии, перед которой была поставлена задача решения вопроса безработицы. Был среди основателей профсоюзного объединения Гистадрут, входил в руководство «Хаганы» в Хайфе.
В 1930 году Репетур был в числе основателей партии МАПАЙ, представлял палестинское рабочее сионистское движение на Всемирных сионистских конгрессах 1935 и 1939 года. Впоследствии, в ходе раскола в партии, вышел из неё в составе левой «фракции Б» и участвовал в воссоздании партии «Ахдут ха-Авода». В годы Второй мировой войны участвовал в организации нелегальной еврейской иммиграции в Палестину (так называемая «Алия Бет»). Выступал против раздела Палестины на арабский и еврейский сектор и за ужесточение борьбы «Хаганы» против британских властей, доказывая, что не следует оставлять политический террор исключительной прерогативой правых националистических движений; за политическую активность был в 1946 году арестован и помещён в лагерь в Рафахе.
В ходе выборов Народного собрания накануне создания Государства Израиль Репетур был избран в его состав от партии «Ахдут ха-Авода» и стал одним из политиков, подписавших Декларацию независимости Израиля. В дальнейшем входил в состав кнессета I созыва от партии МАПАМ, был членом финансовой комиссии. Также представлял МАПАМ в исполкоме Гистадрута.
Автобиография Репетура «Без устали: Деятельность и борьба» (ивр. ללא הרף: מעשים ומאבקים‎) опубликована в Тель-Авиве в 1975 году.